# مرحلات إعادة توصيل دارات التحكم الذاتي

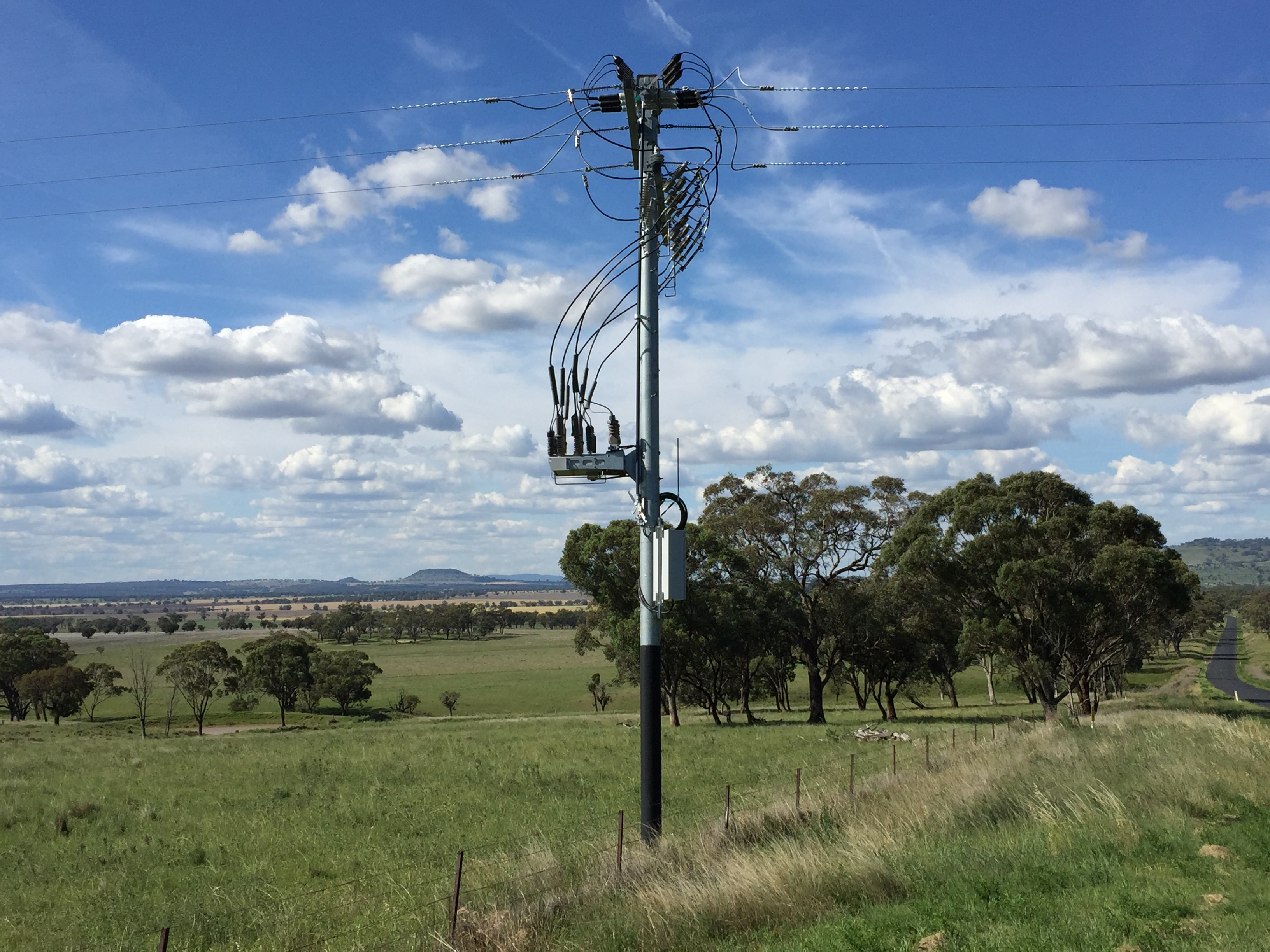

مُرحّلات إعادة توصيل دارات التحكم الذاتي، في مجال توزيع الطاقة الكهربائية، تُعرّف كمجموعة من القواطع الكهربائية المصممة للاستخدام على شبكات توزيع الكهرباء العالية لكشف الأعطال اللحظية وإيقافها. تُعرف أيضًا باسم مرحّلات إعادة التوصيل أو مرحّلات التوصيل الذاتي، وهي عبارة عن قواطع تيارات ذات جهد عالٍ مع حساسات متكاملة للتيار والجهد ومُرحِّل وقاية، تُستخدم كمجموعة لحماية شبكات التوزيع العالية. تخضع مُرحّلات إعادة توصيل دارات التحكم الذاتي التجارية لمعايير المعهد الوطني الأمريكي للمعايير/معهد مهندسي الكهرباء والإلكترونيات سي 37.60 واللجنة الكهروتقنية الدولية 111-62271 و200-62271. القيم الرئيسية الثلاثة لجهد التشغيل هي 15.5 كيلو فولت و27 كيلو فولت و38 كيلو فولت.
بالنسبة لشبكات التوزيع العالية، تكون غالبية الأعطال عابرة، مثل حالات الصواعق أو السيول أو تماس الأجسام الغريبة مع خطوط التوزيع المكشوفة. على هذا الأساس، يمكن حل 80% من الانقطاعات عن طريق عملية إغلاق بسيطة. صُممت مُرحّلات إعادة توصيل دارات التحكم الذاتي للتعامل مع دارة تشغيل قصيرة من نمط إغلاق/فتح، إذ يمكن للمهندسين الكهربائيين تجريب عدة عمليات إغلاق بشكل اختياري قبل الانتقال إلى مرحلة الإغلاق.
اختُرعت مُرحّلات إعادة توصيل دارات التحكم الذاتي في منتصف التسعينيات من القرن العشرين في الولايات المتحدة الأمريكية. صُممت أولى مُرحّلات إعادة توصيل دارات التحكم الذاتي بواسطة شركة كايل في أوائل الأربعينيات من القرن العشرين. كانت كانت هذه الشركة رائدة في مجال صناعة مُرحّلات إعادة توصيل وأجهزة الفصل ئوالقواطع الكهربائية حتى عام 2000 عندما دخلت العديد من الشركات المصنعة الأخرى السوق. كانت مُرحّلات إعادة التوصيل في الأصل أجهزة هيدروليكية مملوءة بالزيت ومرحلات وقاية ميكانيكية بدائية. تعد مُرحّلات إعادة توصيل دارات التحكم الذاتي الحديثة أكثر تطوراً بكثير من الوحدات الهيدروليكية الأصلية. أدى ظهور مرحّلات الوقاية الإلكترونية المعتمدة على أنصاف النواقل في الثمانينيات من القرن العشرين إلى تطوير العملية، ما أتاح استجابات متباينة لمختلف حالات أخطاء التشغيل أو الأعطال في شبكات التوزيع. يتكون جهاز العزل والقطع عالي الجهد في مرحّلات إعادة التوصيل الحديثة عادةً من عازل كهربائي صلب مزود بقواطع فراغية تؤمن قطع التيار وتبريد القوس الكهربائي.
غالبًا ما تُستخدم مرحّلات إعادة التوصيل كعنصر رئيسي في الشبكات الذكية، فهي عبارة عن مجموعة قواطع كهربائية يمكن التحكم فيها بالحاسوب ويمكن تشغيلها وفحصها عن بعد باستخدام نظام سكادا أو نظم اتصالات أخرى. تتيح هذه الميزة للمنشآت تجميع البيانات المتعلقة بأداء شبكتها، وتطوير خطط مؤتمتة لإعادة التشغيل. يمكن لهذه الأتمتة أن تكون موزعة (تُنفذ على مستوى مرّحل إعادة توصيل عن بُعد) أو مركزية (أوامر إغلاق وفتح صادرة عن غرفة تحكم مركزية لتُنفذ بواسطة مُرحّلات إعادة توصيل دارات التحكم الذاتي عن بُعد).

## وصف
بهدف منع التلف، تتم حماية كل محطة على طول الشبكة بواسطة قواطع كهربائية أو فواصم منصهرة تقطع التيار في حالة حدوث دائرة قصر. هذا يمثل مشكلة كبيرة عند التعامل مع الحوادث العابرة. على سبيل المثال، قد يتسبب غصن شجرة سقط أثناء عاصفة وهبط على خط الكهرباء في حدوث دارة قصر تؤدي إلى أضرار. ومع ذلك، يمكن للعطل تصحيح نفسه بسرعة إذا وقع الغصن على الأرض. إذا كانت القواطع هي نظام الحماية الوحيد في محطات التوزيع الفرعية، يمكن قطع التيار عن مساحات واسعة من شبكة التوزيع بينما تعيد طواقم الإصلاح ضبط القواطع. تكون مرحّلات إعادة التوصيل مبرمجة لأتمتة عملية إعادة الضبط والسماح بنهج أكثر دقة لاستعادة الخدمة. تكون النتيجة زيادة توافر الإمدادات.
تعالج مرحّلات إعادة التوصيل هذه المشكلة عن طريق تقسيم الشبكة إلى أقسام أصغر. على سبيل المثال، يمكن تجهيز مثال شبكة المدينة المذكور أعلاه بمرحّلات إعادة التوصيل عند كل نقطة فرعية على الشبكة. تحتاج مرحّلات إعادة التوصيل، نظرًا لموقعها العلوي في الشبكة، طاقة أقل بكثير من القواطع في محطات التغذية، بالتالي يمكن ضبطها لتعمل عند مستويات طاقة أقل بكثي
ر. هذا يعني أن عطلًا واحدًا في الشبكة سيؤدي فقط إلى قطع القسم الذي يعالجه مرحّل إعادة توصيل واحد، قبل إدراك محطة التغذية وجود المشكلة بوقت طويل.